# Beauregard, Ain

Beauregard este o comună în departamentul Ain din estul Franței.